# 山岸美喜
山岸 美喜（やまぎし みき、1968年〈昭和43年〉6月25日 - ）は、東京都出身の著述家。旧姓、深川。名古屋市在住。オーケストラ・コンチェルタンテの団長。メニコン芸術文化記念財団理事。
江戸幕府最後の征夷大将軍の徳川慶喜と陸奥国会津藩第9代藩主の松平容保の玄孫で、2023年1月から旧公爵徳川慶喜家第5代当主。

## 経歴
英国留学後、ジャーディン・マセソンで安田弘の秘書アシスタントとして1年あまり勤務、結婚を機に退職。クラシックコンサートの企画事業を手掛けるとともに、大政奉還前に徳川慶喜が飲んだとされる「将軍珈琲」の宣伝大使も務めている。
徳川慶喜家の4代当主・徳川慶朝が2017年に亡くなってからは資料整理を続け、自身の祖母でもある徳川和子（徳川慶光の妻）の手記をまとめ、出版した。2023年（令和5年）1月に慶喜家5代当主となることを公表、同時に慶喜家の廃家も公表した。

## 系譜
- 高祖父：徳川慶喜
- 高祖父：松平容保
- 高祖父：有栖川宮威仁親王
- 祖父：徳川慶光（公爵徳川慶喜家第3代当主）
- 祖母：徳川和子
- 大伯母：宣仁親王妃喜久子（高松宮妃）
- 父：深川行郎
- 母：深川安喜子（1941年〈昭和16年〉3月1日 - 1995年〈平成7年〉3月25日）
- 兄弟：康行[6] - 洋行[6] - 美喜
- 叔母：平沼眞佐子（衆議院議員平沼赳夫夫人）
- 叔父：徳川慶朝（1950年〈昭和25年〉2月1日 - 2017年〈平成29年〉9月25日[7]、写真家、旧公爵徳川慶喜家第4代当主）
- 従弟：平沼正二郎（衆議院議員、元内閣府大臣政務官）

## 著書
- 徳川和子、山岸美喜『みみずのたわごと』東京キララ社、2020年12月2日。ISBN 978-4-903883-53-3。[8]